# Diaparsis rara
Diaparsis rara är en stekelart som först beskrevs av Horstmann 1971.  Diaparsis rara ingår i släktet Diaparsis och familjen brokparasitsteklar. Inga underarter finns listade i Catalogue of Life.